# Sarracenia casei
Sarracenia casei är en flugtrumpetväxtart som beskrevs av Mellich. Sarracenia casei ingår i släktet flugtrumpeter, och familjen flugtrumpetväxter. Inga underarter finns listade i Catalogue of Life.